# Anna Maria Martins
Anna Maria Martins (São Paulo, 28 de novembro de 1924 — São Paulo, 26 de dezembro de 2020) foi uma escritora e tradutora brasileira.
Estudou na Faculdade Sedes Sapientiae, mas não concluiu o curso. Iniciou a carreira fazendo tradução e estreou como escritora com A Trilogia do Emparedado e outros contos, pelo qual recebeu o 15.º Prêmio Jabuti na categoria autor estreante, em 1973. Foi assessora cultural de Almino Afonso, então vice-governador de São Paulo. Seus primeiros contos foram publicados no jornal Folha de S. Paulo.
Romancista, cronista, ensaísta, contista e tradutora, dirigiu a Oficina da Palavra na Casa Mário de Andrade e traduziu para o português obras de Maurice Leblanc, Agatha Christie, Aldous Huxley, Heinrich Heine, O. Henry, Ray Bradbury, John Kenneth Galbraith e Herman Melville, entre outros.
Foi casada com o jornalista Luis Martins.
Entre 1992 a 2020 ocupou a cadeira nº 7 da Academia Paulista de Letras.

## Morte
Morreu no dia 26 de dezembro de 2020 na cidade de São Paulo.

## Obras publicadas
- 1973 - A Trilogia do Emparedado e outros contos (Livraria Martins Editora). Prêmio Jabuti (autor revelação) e Prêmio Afonso Arinos da Academia Brasileira de Letras
- 1978 - Sala de Espera (Edições Melhoramentos)
- 1983 - Katmandu (Global Editora). Prêmio INL
- 1995 - Retrato sem Legenda (Editora Siciliano)
- 2003 - Mudam os Tempos (Editora A Girafa)